# Coupe du Maroc de football 2004-2005
 (avril 2024).
Si vous disposez d'ouvrages ou d'articles de référence ou si vous connaissez des sites web de qualité traitant du thème abordé ici, merci de compléter l'article en donnant les références utiles à sa vérifiabilité et en les liant à la section « Notes et références ».
Navigation
Édition précédente Édition suivante
Au Maroc, la Coupe du Trône de football 2004-05 est remportée par le Raja Club Athletic qui s'illustre devant l'Olympique de Khouribga en finale.

## Huitièmes de finale
| Date         | Équipe 1            | Équipe 2               | Résultat | Buteurs |
| 5 mars 2005  | Wydad de Fès        | Difaâ d'El Jadida      | 0 - 0*   |         |
| 6 mai 2005   | Maghreb de Fès      | Union de Touarga       | 3 - 1    |         |
| 6 mai 2006   | Chabab Houara       | Fath de Nador          | 1 - 0    |         |
| 6 mai 2006   | Mouloudia d'Oujda   | FUS de Rabat           | 1 - 1**  |         |
| 9 mars 2005  | CODM de Meknès      | Ittihad Fkih Ben Salah | 2 - 0    |         |
| 9 mars 2005  | Hassania d'Agadir   | OC Khouribga           | 1 - 2    |         |
| 20 juin 2006 | Kawkab de Marrakech | Raja Club Atheltic     | 1 - 3    |         |
| 20 juin 2006 | FAR de Rabat        | Jeunesse El Massira    | 0 - 1    |         |

* après prolongation, 5-4 aux tirs au but 

** après prolongation, 3-4 aux tirs au but

## Quarts de finale
| Date         | Équipe 1            | Équipe 2           | Résultat | Buteurs |
| 7 mai 2005   | Wydad de Fès        | FUS de Rabat       | 1 - 1*   |         |
| 7 mai 2005   | CODM de Meknès      | Raja Club Atheltic | 0 - 2    |         |
| 20 juin 2006 | Jeunesse El Massira | Chabab Houara      | 2 - 0    |         |
| 20 juin 2006 | Maghreb de Fès      | OC Khouribga       | 1 - 0    |         |

* après prolongation, 3-4 aux tirs au but

## Demi-finales
| Date         | Équipe 1     | Équipe 2            | Résultat | Buteurs   |
| 20 juin 2006 | FUS de Rabat | Raja Club Atheltic  | 0 - 1    | Edgar 12' |
| 20 juin 2006 | OC Khouribga | Jeunesse El Massira | 1 - 0    | Rafik 44' |

## Finale
| Équipes            | Raja Club Atheltic - OC Khouribga |
| Score              | 0-0 après prolongation, 5 - 4 aux tirs au but |
| Date               | 16 juillet 2005 |
| Stade              | Stade Moulay Abdallah, Rabat 67 000 spectateurs |
| Arbitre            | Mohamed Guezzaz |
| Buts               | - |
| Raja de Casablanca | Mustapha Chadli; Elamine Erbate; Redouane Haimeur; Abdellatif Jrindou; Hicham Aboucherouane; Edgar Loué; Soufian Alloudi; Mouhssine Yajour; Merouane Zemmama; Hicham Misbah; Rachid Soulaimani Entraîneur: Alexandru Moldovan |
| OC Khouribga       | Hamza Boudlal; Abdessamad Rafik; Bakare; Salaheddine Akal; Samir Falah; Treiki; Hicham Mahdoufi; Hassan Souari; Morsadi; Bouizkarne; Ouarrad Entraîneur: Mustapha Madih                                                       |